# Písková Lhota (powiat Nymburk)
Písková Lhota – gmina w Czechach, w powiecie Nymburk, w kraju środkowoczeskim. Według danych z dnia 1 stycznia 2013 liczyła 414 mieszkańców.